# Reno Bighorns 2010-2011
La stagione 2010-11 dei Reno Bighorns fu la 3ª nella NBA D-League per la franchigia.
I Reno Bighorns vinsero la Western Conference con un record di 34-16. Nei play-off vinsero i quarti di finale con gli Erie BayHawks (2-1), perdendo poi la semifinale con i Rio Grande Valley Vipers (2-0).

## Roster
|    | Naz.                   | Ruolo | Sportivo           | Anno | Alt. | Peso |
| -- | ---------------------- | ----- | ------------------ | ---- | ---- | ---- |
| 4  | Stati Uniti (bandiera) | G     | Courtney Fortson   | 1988 | 183  | 84   |
| 7  | Stati Uniti (bandiera) | G     | D.J. Strawberry    | 1985 | 196  | 91   |
| 10 | Stati Uniti (bandiera) | G     | Chris Davis        | 1986 | 191  | 86   |
| 11 | Stati Uniti (bandiera) | G     | Aaron Miles        | 1983 | 185  | 82   |
| 12 | Stati Uniti (bandiera) | G     | Darrin Govens      | 1988 | 185  | 86   |
| 12 | Stati Uniti (bandiera) | G     | Salim Stoudamire   | 1982 | 185  | 86   |
| 14 | Stati Uniti (bandiera) | GA    | Gerard Anderson    | 1987 | 198  | 95   |
| 14 | Stati Uniti (bandiera) | A     | Andre Emmett       | 1982 | 196  | 98   |
| 14 | Stati Uniti (bandiera) | G     | Danny Green        | 1987 | 198  | 95   |
| 15 | Stati Uniti (bandiera) | G     | Donald Sloan       | 1988 | 191  | 93   |
| 17 | Stati Uniti (bandiera) | G     | Jeremy Lin         | 1988 | 191  | 91   |
| 19 | Stati Uniti (bandiera) | A     | Anthony Richardson | 1983 | 203  | 102  |
| 22 | Stati Uniti (bandiera) | A     | Mo Charlo          | 1983 | 201  | 95   |
| 23 | Stati Uniti (bandiera) | A     | Doug Thomas        | 1983 | 203  | 111  |
| 24 | Stati Uniti (bandiera) | A     | Patrick Ewing      | 1984 | 203  | 109  |
| 24 | Stati Uniti (bandiera) | A     | Steve Novak        | 1984 | 208  | 100  |
| 32 | Stati Uniti (bandiera) | A     | Bobby Simmons      | 1980 | 203  | 100  |
| 32 | Stati Uniti (bandiera) | A     | Nick Fazekas       | 1985 | 211  | 104  |
| 33 | Stati Uniti (bandiera) | C     | Hassan Whiteside   | 1989 | 213  | 107  |
| 34 | Stati Uniti (bandiera) | G     | Thomas Gardner     | 1985 | 196  | 95   |
| 34 | Panama (bandiera)      | A     | Alex Smith         | 1986 | 198  | 118  |
| 42 | Stati Uniti (bandiera) | A     | Marcus Landry      | 1985 | 201  | 102  |
| 44 | Stati Uniti (bandiera) | AC    | Patrick O'Bryant   | 1986 | 213  | 113  |

## Staff tecnico
- Allenatore: Eric Musselman
- Vice-allenatore: Clay Moser
- Preparatore atletico: Michael Douglas